# Cheledonio
San Cheledonio (León, ... – Calahorra, 3 marzo 298) è stato un militare e santo romano.
Sarebbe stato decapitato insieme al collega Emeterio a Calahorra, per essersi rifiutato di ripudiare la sua fede cristiana.

## Agiografia
Emeterio e Cheledonio, probabilmente fratelli, prestavano servizio militare a La Rioja, nell'attuale Spagna, verso la fine del III secolo. Furono incarcerati e posti dinnanzi all'alternativa di rinunciare alla loro fede o alla carriera militare.
Incarcerati nel luogo detto Casa Santa, furono torturati e poi decapitati sulla riva del fiume Cidacos, poco fuori della città di Calahorra, luogo ove molto dopo fu eretta l'attuale cattedrale. La tradizione vuole che le loro teste siano poi giunte nella città di Santander su una barca di pietra e accolte da una comunità monastica ivi insediata, che le avrebbero custodite. È anche possibile che le due teste siano state portate a Santander per proteggerle dall'invasione musulmana, quando questa giunse fino alla zona della valle del Ebro. Oggi le due teste sono custodite presso l'attuale cattedrale costruita sulla vecchia abbazia dai tempi di Alfonso II delle Asturie. Il rimanente dei loro corpi è venerato nella Cattedrale di Calahorra e portati in processione per le sue vie ogni 3 marzo, 15 maggio e 31 agosto.
Noti come i Santi Martiri, Cheledonio ed Emeterio sono patroni di Calahorra (compaiono sul suo stemma), Santander e di altri comuni come San Pedro del Romeral, una delle tre città della comarca delle Valles Pasiegos.
La memoria liturgica cade il 3 marzo.